# Deutzia crenata
Deutzia crenata ist ein Strauch mit weißen Blüten aus der Familie der Hortensiengewächse (Hydrangeaceae). Das natürliche Verbreitungsgebiet der Art liegt in Japan und im Süden der Koreanischen Halbinsel. Sie wird häufig kultiviert.

## Beschreibung

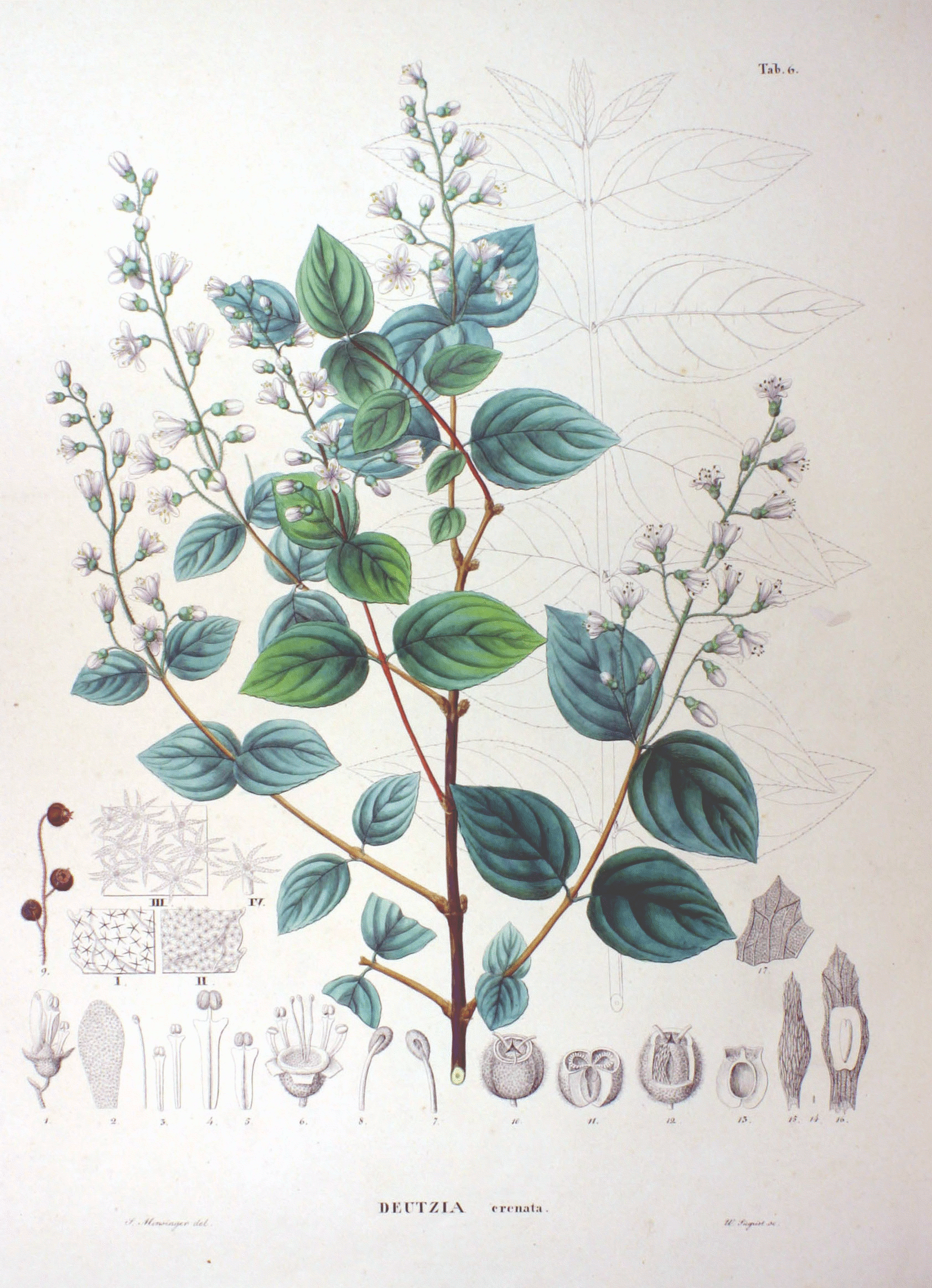
Illustration

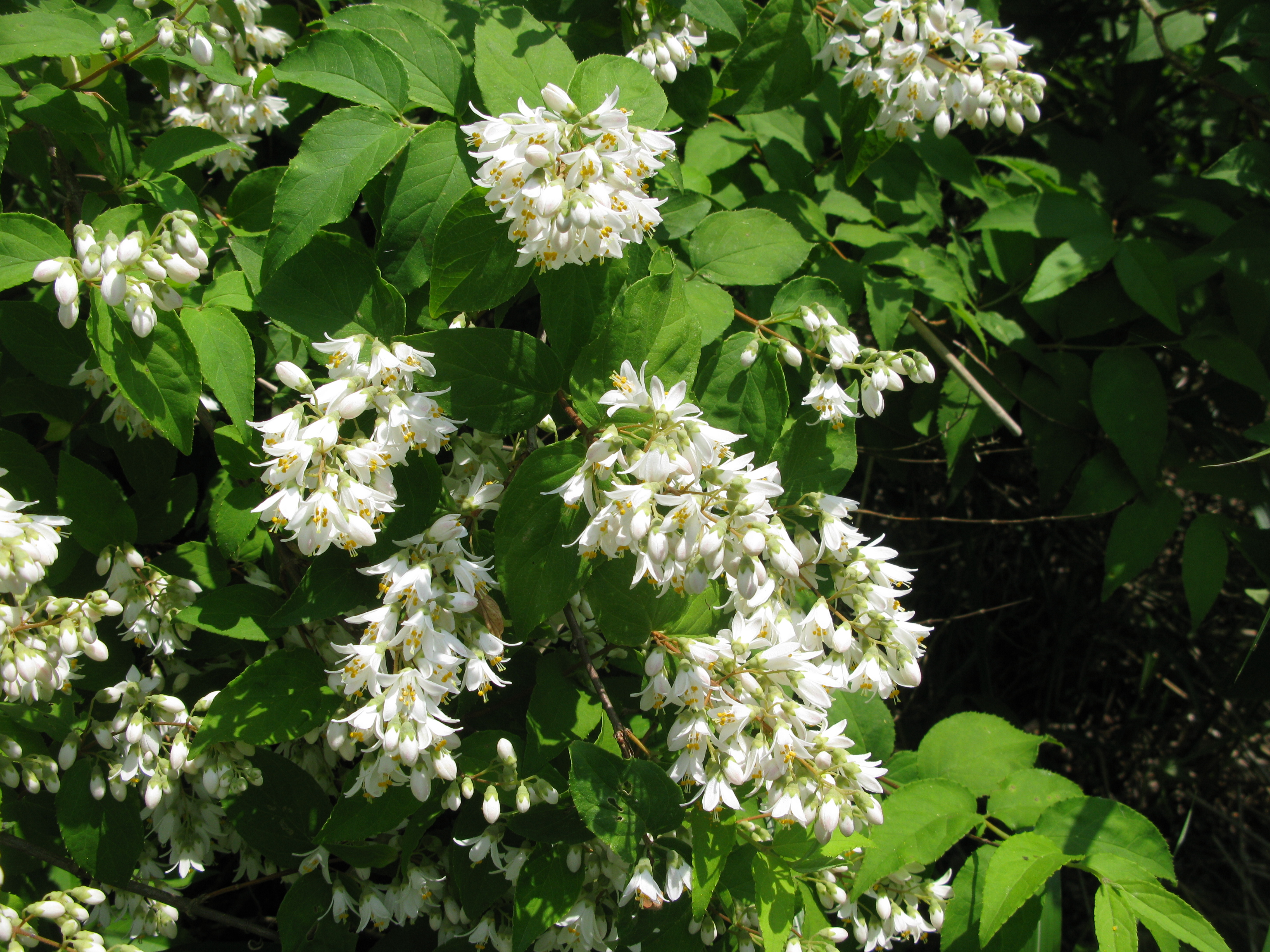
Blütenstand

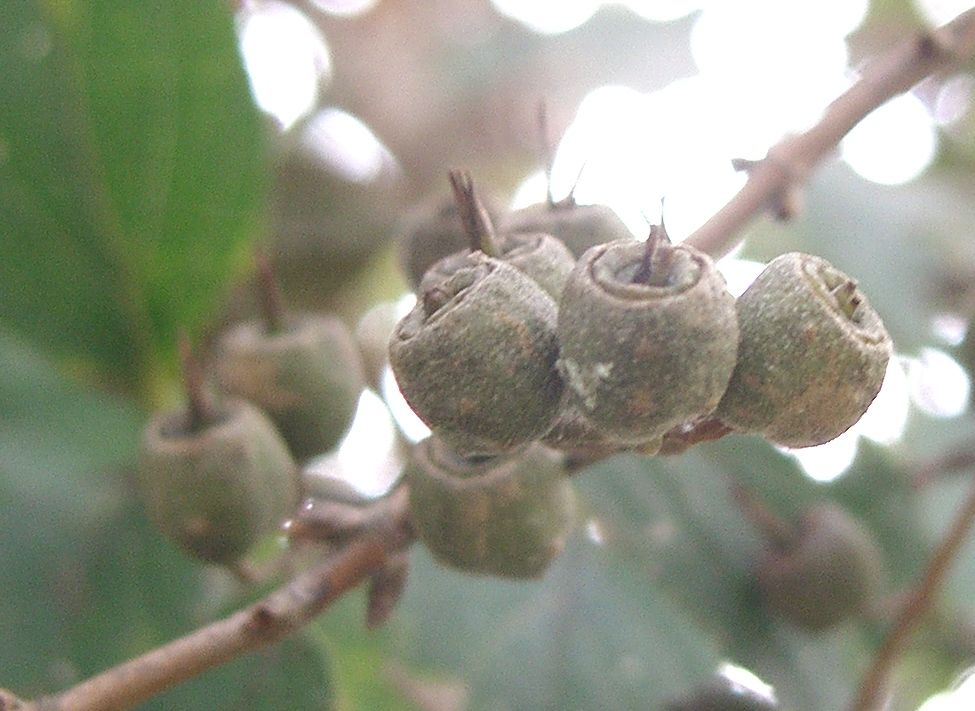
Früchte

Deutzia crenata ist ein laubabwerfender 1 bis 3 Meter hoher Strauch. Die Blüten tragenden Zweige sind rotbraun, 8 bis 12 Zentimeter lang, sternhaarig und tragen vier bis sechs Blätter. Die gegenständigen Laubblätter haben einen 3 bis 8 Millimeter langen Stiel. Die raue Blattspreite ist einfach, eiförmig oder eiförmig-lanzettlich, 5 bis 8 Zentimeter lang und 1 bis 5 Zentimeter breit, lang zugespitzt bis spitz, mit gerundeter bis stumpfer Basis und fein spitzig gesägtem bis gekerbtem und etwas eingerolltem Blattrand. Es werden drei bis fünf Nervenpaare gebildet. Die Blattoberseite ist locker mit vier- bis fünfstrahligen Sternhaaren besetzt, die Unterseite ist grün und locker mit zehn- bis 15-strahligen Sternhaaren besetzt, die auf den Blattadern ein zusätzliches mittiges Härchen tragen.
Die Blütenstände sind 5 bis 10 Zentimeter lange und 3 bis 6 Zentimeter durchmessende, vielblütige zymöse Rispen. Die duftenden und fünfzähligen Blüten sind zwittrig. Der Blütenstiel ist 3 bis 5 Millimeter lang. Der Blütenbecher ist etwa 2,5 Millimeter lang bei einem Durchmesser von 2 Millimetern. Die Kelchzipfel sind eiförmig, etwa 1,2 Millimeter lang, 1 Millimeter breit und dicht mit gelblich braunen Sternhaaren besetzt. Die Kronblätter sind weiß, schmal-oval, 8 bis 15 Millimeter lang und etwa 6 Millimeter breit. Die äußeren Staubblätter sind 8 bis 10 Millimeter lang, die beiden Zähne der Staubfäden stehen waagrecht und reichen nicht bis zu den Staubbeuteln. Die Staubbeutel sind gestielt, länglich und wachsen zwischen den Zähnen der Staubfäden. Die inneren Staubblätter sind kürzer als die äußeren, die Staubfäden sind an der Spitze zweizähnig und selten zungenförmig. Die drei oder vier Griffel des unterständigen Fruchtknotens sind länger als die Staubblätter. Es ist ein Diskus vorhanden.
Die kleinen und vielsamigem Kapselfrüchte sind halbkugelförmig, locker sternhaarig und haben Durchmesser von etwa 4 Millimeter. Deutzia crenata blüht von April bis Mai, die Früchte reifen von August bis Oktober.
Die Chromosomenzahl beträgt 2n=130.

## Verbreitungsgebiet
Das natürliche Verbreitungsgebiet liegt in der gemäßigten Zone auf den japanischen Inseln Hokkaidō, Honshū, Kyushu und Shikoku und im Süden der Koreanischen Halbinsel. In China ist sie in einigen Provinzen aus Kultur verwildert.

## Systematik
Deutzia crenata ist eine Art aus der Gattung der Deutzien (Deutzia). Sie wird in der Familie der Hortensiengewächse (Hydrangeaceae) der Unterfamilie Hydrangeoideae und der Tribus Philadelpheae zugeordnet. Die Art wurde 1835 von Philipp Franz von Siebold und Joseph Gerhard Zuccarini erstmals gültig wissenschaftlich beschrieben. Das Artepitheton crenata stammt aus dem Lateinischen und bedeutet „gekerbt“.

## Verwendung
Deutzia crenata wird als Zierstrauch verwendet.